# Macrosiphum atragenae
Macrosiphum atragenae är en insektsart. Macrosiphum atragenae ingår i släktet Macrosiphum och familjen långrörsbladlöss. Inga underarter finns listade i Catalogue of Life.